# 那珂市立第二中学校
青遙学園那珂市立第二中学校（せいようがくえん なかしりつ だいにちゅうがっこう）は、茨城県那珂市額田南郷にある公立中学校。

## 指定学区
- 青遙学園那珂市立横堀小学校
- 青遙学園那珂市立額田小学校

## 自転車
- 自転車のナンバープレートはプレートであったが、平成22年の新学年からシールになった。

## 制服
- 男子　
  - 冬服は標準的な学生服上下である。
  - 夏服はカッターシャツ、スラックスである。
- 女子　
  - 冬服はセーラー服上下である。
  - 夏服はブラウス、吊りスカートである。

## その他
- 教育指針 - 夢をはぐくみ志をもつ
- 教育目標 - 心豊かにたくましく自ら学ぶ
- 目指す学校像
  - 明るくさわやな二中
  - 楽しく学ぶ二中
  - たくましい二中
- 目指す生徒像
  - 目標をもち自ら学ぶ生徒
  - 礼儀をわきまえ思いやりのある生徒
  - 心身共に健康でたくましい生徒